# Frans Eemil Sillanpää
Frans Eemil Sillanpää (Hämeenkyrö, 1888. szeptember 16. – Helsinki, 1964. június 3.) Nobel-díjas finn író.

## Élete
Hämeenkyröben született egy roskadozó malomépülethez vezető híd végében álló erdei kunyhóban, Sillanpääben (magyarul: hídfő), amelyről az író vezetéknevét is kapta. Szülei földművesek voltak. Tízéves korában a távoli Haukijärvi falu újonnan megnyílt népiskolájába íratták be, majd Tampere város reáliskolájába került. Innen a kitűnő eredményű érettségi vizsga után a helsinki egyetem természettudományi karára vezetett az útja.
Korán kezdett el írni. Verseivel, elbeszéléseivel már diákkorában feltűnt, de igazi nagy sikerét 1916-ban megjelent Elämä ja aurinko (Élet és napsugár) című, első nagy regényével érte el. Első alkotását hamarosan újabbak követték: elbeszéléskötetek, kisregények, regények.
Hurskas kurjuus (Jámbor szegénység) című regényében (1918) a polgárháború áldozatának, Juha Toivolának állít emléket. Alig egy évvel a polgárháború után leplezetlenül ír a győztesek kegyetlenségéről és ostobaságáról. A Jámbor szegénység a polgárháború valódi arcát mutatja meg, s négy évtizedig, Väinö Linna A sarkcsillag alatt (1959-1962) című regényeposzáig nem is született olyan finn mű, amely ezt a kort hitelesen ábrázolta volna.
A vörösök és fehérek harcáról szóló regény Finnországban a fehér uralom első éveiben értetlenséggel találkozott, de 1928-ban kitűnő francia fordításban látott napvilágot, s ezzel megindult világ körüli útjára. Azóta már a világ számos nyelvére lefordították. Magyarul 1959-ben Kodolányi János fordításában jelent meg.
Az írónak megélhetési gondjai voltak, állást vállalt, egyre kevesebb ideje maradt az írásra. Egy izlandi utazás, amelyet feleségével együtt tesz, friss erővel tölti el, és 1931-ben megszületik Nuorena nukkunut című regénye (a magyar fordítás címe: Silja), amelyért 1939-ben irodalmi Nobel-díjjal tüntették ki. Silja alakját feleségéről, Sigrid Maria Salomäkiről mintázta, aki nyolc gyermeket szült, s jóban-rosszban kitartott az író mellett. Sillanpää életének nagy keserűsége, hogy felesége nem érhette meg a világhírt jelentő kitüntetést.
1940-ben jelent meg Miehen tie (Egy férfi útja), majd 1944-ben Ihmiset suviyössä (Emberek a nyári éjszakában) című regénye. Az Egy férfi útja a négy évszak változásában rajzolja meg egy ifjú fejlődését és életcéljának megtalálását, az Emberek a nyári éjszakában az író szimfonikus szépségű vallomása a természet és az emberek örök kapcsolatáról.
A Nobel-díjat követő betegség lezárta a nagy alkotások sorát, de Sillanpää tolla azután sem nyugodott: életrajzi ihletésű művekben, visszaemlékezésekben idézte fel a múltat, számolt be a mindennapok, az emberi élet gyönyörűségeiről és nyomorúságáról.
Hetvenöt éves korában halt meg, 1964-ben.

## Művei
- Elämä ja aurinko (Élet és napsugár) (1916)
- Hurskas kurjuus (Jámbor szegénység) (1918)
- Hiltu ja Ragnar (Hiltu és Ragnar) (1923) ISBN 9630747456
- Nuorena nukkunut (Silja) (1931)
- Miehen tie (Egy férfi útja) (1940)
- Ihmiset suviyössä (Emberek a nyári éjszakában) (1944) ISBN 9630713225

## Magyarul
- Silja. Egy régi család utolsó hajtása; ford. N. Sebestyén Irén; Franklin, Bp., 1939 (Külföldi regényírók)
- Egy férfi útja; ford. N. Sebestyén Irén; Franklin, Bp., 1940 (Külföldi regényírók)
- Napsugaras élet; ford. Hajdu Péter; Franklin, Bp., 1942 (Külföldi regényírók)
- Jámbor szegénység; ford. Kodolányi János, utószó Képes Géza; Európa, Bp., 1959
- Silja. Egy régi család utolsó hajtása; ford. N. Sebestyén Irén, utószó Képes Géza; Magyar Helikon, Bp., 1965
- Emberek a nyári éjszakában. Elbeszélésciklus; ford. N. Sebestyén Irén; Európa, Bp., 1977
- Hiltu és Ragnar. Regény; ford. Kissné Szabó Edit; Európa, Bp., 1988